# Новый замок (Баден-Баден)
Новый замок (нем. Neues Schloss Baden-Baden) на Флорентийской горе в немецком городе Баден-Баден был с последней трети XV века и вплоть до конца XVII века резиденцией маркграфов Бадена и, с 1535 года — маркграфов Баден-Бадена. Современное строение возвышается на фундаментах средневекового замка, и было множество раз перестроено и расширено. Находящееся под защитой государства сооружение с 2003 года является собственностью кувейтских инвесторов, и в настоящий момент приспосабливается под нужды пятизвёздочного отеля.

## Исторический очерк
Замок был построен около 1370 года на горе над Рыночной площадью недавно получившего городские права Бадена. Фундаментами ему послужило основание более ранней постройки, вероятно, также использовавшейся баденскими маркграфами.
В 1479 году по желанию Кристофа I замок был кардинально перестроен и получил статус резиденции, сменив в этой роли родовой замок Баденского дома Хоэнбаден, который с этого времени стал называться также «Старым замком».
С 1529 году в Новом замке был размещён также маркграфский архив.
С разрушением города и замка в войне за испанское наследство в начале XVIII века Людвиг Вильгельм перенёс резиденцию в Раштатт, где был выстроен дворец в стиле барокко.
В XIX веке Новый замок служил правителям Бадена — к тому времени великим герцогам — в качестве летней резиденции. В 1843—1847 годах был отреставрирован под руководством архитектора из Карлсруэ Фридриха Теодора Фишера (1803—1867); кроме того был создан ряд парадных помещений, обставленных в стиле историзма (неоренессанс).
После свержения монархии в 1918 году замок был оставлен в собственности бывшего правящего дома Бадена, и туда вскорости были перемещены многочисленные предметы искусства из других бывших резиденций и так называемого Музея Церингенов.
По окончании Второй мировой войны (южно-)баденским министерством образования и культуры в замке в 1946 году при поддержке Бертольда Баденского был открыт Исторический музей Бадена (нем. Badisches Historisches Museum). В 1960 году здесь был создан новый Музей Церингенов, просуществовавший до 1981 года.
В 1995 году испытывавший финансовые сложности Баденский дом продал большую часть своего собрания и внутреннего убранства замка на аукционе Сотбис.
В 2003 году был продан и сам Новый замок. Покупателем выступила кувейтская семейная компания «Аль-Хассави Групп» (Al-Hassawi Group), специализирующаяся на гостиничном бизнесе, и планировавшая реставрацию и частичную перестройку замка для нужд пятизвёздочной гостиницы, либо для собственного частного использования.

## Современное использование
Разрешение на строительные работы было выдано в 2010 году, и по плану, гостиница должна была открыться ещё в первой половине 2013 года. Между тем, в связи с многочисленными сложностями финансирования и проектирования, открытие гостиничного комплекса было перенесено на 2018 год.